# Tužina
Tužina (deutsch Schmiedshau, Schmiedsheu oder Schmitzheiß, ungarisch Kovácspalota – bis 1907 Tuzsina) ist eine Gemeinde in der West-Mitte der Slowakei mit 1214 Einwohnern (Stand 31. Dezember 2024), die zum Okres Prievidza, einem Teil des Trenčiansky kraj, gehört.

## Geographie
Die Gemeinde befindet sich im oberen Teil des Talkessels Hornonitrianska kotlina am Übergang in das Gebirge Strážovské vrchy (Rajetzer Berge). Durch den Ort fließt der Bach Tužina, der zum Flusssystem Nitra gehört. Das Ortszentrum liegt auf einer Höhe von 360 m n.m. und ist 12 Kilometer von Prievidza entfernt.
Nachbargemeinden sind Čičmany (Zimmermannshau) im Norden, Kľačno im Nordosten, Nitrianske Pravno (Deutsch Proben) im Süden und Chvojnica (Fundstollen) im Westen, zusätzlich grenzt die Gemeinde an das Gemeindegebiet von Valaská Belá.

## Geschichte
Der Ort wurde zum ersten Mal 1393 als Villa Fabri schriftlich erwähnt. Damals erhielt der Richter Hermann Heckel eine Genehmigung, am Bach Tužina eine zweite Siedlung zu gründen, die bald mit dem ursprünglichen Dorf verschmolz. Von Anfang an ist die Geschichte eng mit dem Herrschaftsgut der Burg Bojnice verbunden. Ursprünglich war Bergbau, insbesondere Goldabbau die Hauptbeschäftigung in der Gegend, wobei zu diesem Zweck Bergleute aus den ungarischen Bergwerkstädten sowie deutschsprachigen Ländern einberufen wurden. Nach dem Untergang im 16. Jahrhundert förderte man 1614 fast kein Gold mehr, danach waren Landwirtschaft und Handwerke Haupteinnahmequellen.
1787 zählte man 123 Häuser und 1624 Einwohner und 1828 285 Häuser und 1922 Einwohner, in der ersten Hälfte des 20. Jahrhunderts gab es sogar 3000 Einwohner. Nach dem Zweiten Weltkrieg wurde die Mehrheit der deutschen Bevölkerung vertrieben; weitere Auswanderungswellen in den 1970er und 1980er Jahren reduzierten die Bevölkerungsanzahl auf etwa 1220.
Bis 1918 gehörte der im Komitat Neutra liegende Ort zum Königreich Ungarn und kam danach zur Tschechoslowakei beziehungsweise heute Slowakei.

## Bevölkerung
| Jahr                | 1994 | 2004    | 2014    | 2024    |
| ------------------- | ---- | ------- | ------- | ------- |
| Anzahl der Personen | 1194 | 1219    | 1197    | 1214    |
| Unterschied         |      | +2,09 % | −1,80 % | +1,42 % |

| Jahr                | 2023 | 2024    |
| ------------------- | ---- | ------- |
| Anzahl der Personen | 1196 | 1214    |
| Unterschied         |      | +1,50 % |

Nach der Volkszählung 2011 wohnten in Tužina 1219 Einwohner, davon 1143 Slowaken, 45 Deutsche, 5 Tschechen, 2 Magyaren, 1 Pole und 1 Russine. 22 Einwohner machten keine Angabe. 849 Einwohner bekannten sich zur römisch-katholischen Kirche, 31 Einwohner zur evangelischen Kirche, 3 Einwohner zu den Zeugen Jehovas sowie weitere. 223 Einwohner waren konfessionslos und bei 106 Einwohnern ist die Konfession nicht ermittelt.
Ergebnisse nach der Volkszählung 2001 (1214 Einwohner):
| Nach Ethnie: - 93,00 % Slowaken - 5,35 % Deutsche - 1,07 % Tschechen - 0,16 % Magyaren - 0,16 % Polen | Nach Konfession: - 82,37 % römisch-katholisch - 11,53 % konfessionslos - 2,97 % evangelisch - 2,47 % keine Angabe |

## Bauwerke
- römisch-katholische Jakobskirche aus den Jahren 1788–1797, gebaut an mittelalterlichen Grundmauern
- Kapelle aus dem Jahr 1818, 1872 erweitert
- Mariensäule aus dem Jahr 1749

## Bekannte Persönlichkeiten
- Walter Greschner (*04.03.1943), mehrfacher Fallschirmsprungweltmeister der DDR